# Nord-Ouest (Haiti)
Nord-Ouest, (haitisk kreol: Nòdwès) er en af de 10 provinser (département) i Haiti. Hovedbyen er Port-de-Paix. Provinsen har 488.500 indbyggere (2002) og et areal på 2 176 km². Den grænser op til provinserne Artibonite og Nord.

## Administrativ inddeling
Provinser er inddelt i 3 arrondissementer (arrondissements) som er inddelt i 10
kommuner (communes).
- Môle-Saint-Nicolas
  1. Môle-Saint-Nicolas
  2. Baie-de-Henne
  3. Bombardopolis
  4. Jean-Rabel
- Port-de-Paix
  1. Port-de-Paix
  2. Bassin-Bleu
  3. Chansolme
  4. La Tortue
- Saint-Louis-du-Nord
  1. Saint-Louis-du-Nord
  2. Anse-à-Foleur